# Lila Zemborain
 (mars 2017).
Si vous disposez d'ouvrages ou d'articles de référence ou si vous connaissez des sites web de qualité traitant du thème abordé ici, merci de compléter l'article en donnant les références utiles à sa vérifiabilité et en les liant à la section « Notes et références ».
Lila Zemborain Bengolea, née à Buenos Aires en 1955, est une poète et critique littéraire argentaine. 

## Biographie
Lila Zemborain est née à Buenos Aires en 1955 et vit à New York depuis 1985[réf. nécessaire]. Elle est l'une des filles de Rose Zemborain et petite nièce de l'écrivaine Victoria Ocampo.
Elle est professeure d'écriture créative et de littérature dans le Département d'Espagnol et Portugais de l'Université de New York. Durant l'été 2006, elle a enseigné au Summer Writing Program de l'université de Naropa, Colorado.
Entre 2001 et 2002, elle a collaboré comme correspondante d'art à New York à la revue Arte al Día International.
Elle est directrice et éditrice de la série de poésie Rebel Road et dirige aussi la série de poésie KJCC au Centre King Juan Carlos Ier de l'université de New York.
Elle a effectué des lectures de son œuvre poétique et critique dans différentes universités et dans des centres culturels aux États-Unis, en France, Espagne, Argentine et Chili.

## Textes édités dans des revues et des anthologies
Ses articles sur Gabriela Mistral sont apparus au sein de publications comme la revue Iberoamericana (2000) et dans le livre collectif Feminino Plural. La Locura, La Enfermedad, El Cuerpo En Las Escritoras Hispanoamericanas (Alexandria : Los Signos Del Tiempo, 2000), entre autres.
Son travail en espagnol a été publié dans le quotidien El Universal de Caracas, le journal ABC de Madrid ainsi que dans les revues Galerna de l'Université d'État de Montclair, Tsé-Tsé et Los Rollos Del Mal Muerto, Buenos Aires, Sibila et Barcelona 080 en Espagne, et sur différents sites Internet. 
Son travail poétique figure dans différentes anthologies telles que Mujeres Mirando Al Sur, Poetas Sudamericanas En USA (Madrid: Edittion Torremozas, 2004), et Final De Entrega. Antología De Poet@s Contra La Violencia De Género (Córdoba, Espagne, 2006).   
Sa poésie, traduite en anglais par Rose Alcalá, figure dans les anthologies Corresponding Voices (Point of Contact Productions: Syracuse University, 2002) et The Light of City And Sea. An Anthology of Suffolk County Poetry 2006 (Sound Beach, NY: Street Press, 2006). Certains de ses textes sont aussi parus dans la série de plaquettes de Belladona, dont notamment le poème Pampa, et dans les revues The Gathering Of The Tribes, Newsletter du Poetry Project, Ecopoetics et Rattapallax.
Son livre de poèmes Malvas Orquídeas Del Mar a été traduit en anglais en 2007.

## Publications

### Poésie
- Germinar (plaquette, 1983)
- Ardores (plaquette, 1989)
- Abrete Sésamo Debajo Del Agua (Buenos Aires : Éditions Último Reino, 1993)
- Usted (Buenos Aires: Éditions Último Reino, 1998)
- Pampa (New York: Belladonna Books, 2001)
- Guardianes Del Secreto (Buenos Aires : Éditions Tsé-Tsé, 2002)
- Malvas Orquídeas Del Mar (Buenos Aires : Éditorial Tsé-Tsé, 2004)  (ISBN 987-1057-40-7)
- Rasgado (Buenos Aires : Éditorial Tsé-Tsé, 2006)  (ISBN 987-1057-54-7)
- La Rumeur De Los Bordes (Séville : Bibliothèque Sibila - Fondation BBVA de poésie en espagnol, 2011)  (ISBN 978-84-92705-14-6)

### Traductions
- Mauve Sea-Orchids. Translated by Rose Alcalá & Mónica de la Tour. (New York: Belladonna Books, 2007).  (ISBN 978-0-9764857-4-2)
- La Couleur de l'eau / El color del agua. Poèmes de Lila Zemborain, aquarelles de Martin Reyna. Édition bilingue. Traduction en français de Sarah T. Reyna. (Paris. Virginie Boissière Éditions. 2009).  (ISBN 978-2-917555-02-6)
- Déchiré / Rasgado. Édition bilingue. Poèmes traduits de l'espagnol (Argentine) par Sarah T. Reyna. (Paris. L'Oreille du loup Éditions, 2014).  (ISBN 978-2-917290-37-8)

### Critique
- Gabriela Mistral. Una Mujer Sin Rostro (Rosario : Beatriz Viterbo Éditrice, 2002)  (ISBN 9508451238)